# Lepomis megalotis
Lepomis megalotis és una espècie de peix pertanyent a la família dels centràrquids.
present a Amèrica del Nord: el Canadà,
els i el nord-est de Mèxic, incloent-hi els Grans Llacs d'Amèrica del Nord.

## Subespècies
- Lepomis megalotis megalotis (al sud-est de la seua àrea de distribució, a la part oriental del riu Mississipi i al territori meridional d'Ohio i Pennsilvània).
- Lepomis megalotis peltastes (al nord de la seua àrea de distribució: des de Wisconsin, Minnesota i el nord d'Ohio fins a Michigan i Ontario).[15][16][17]

## Morfologia

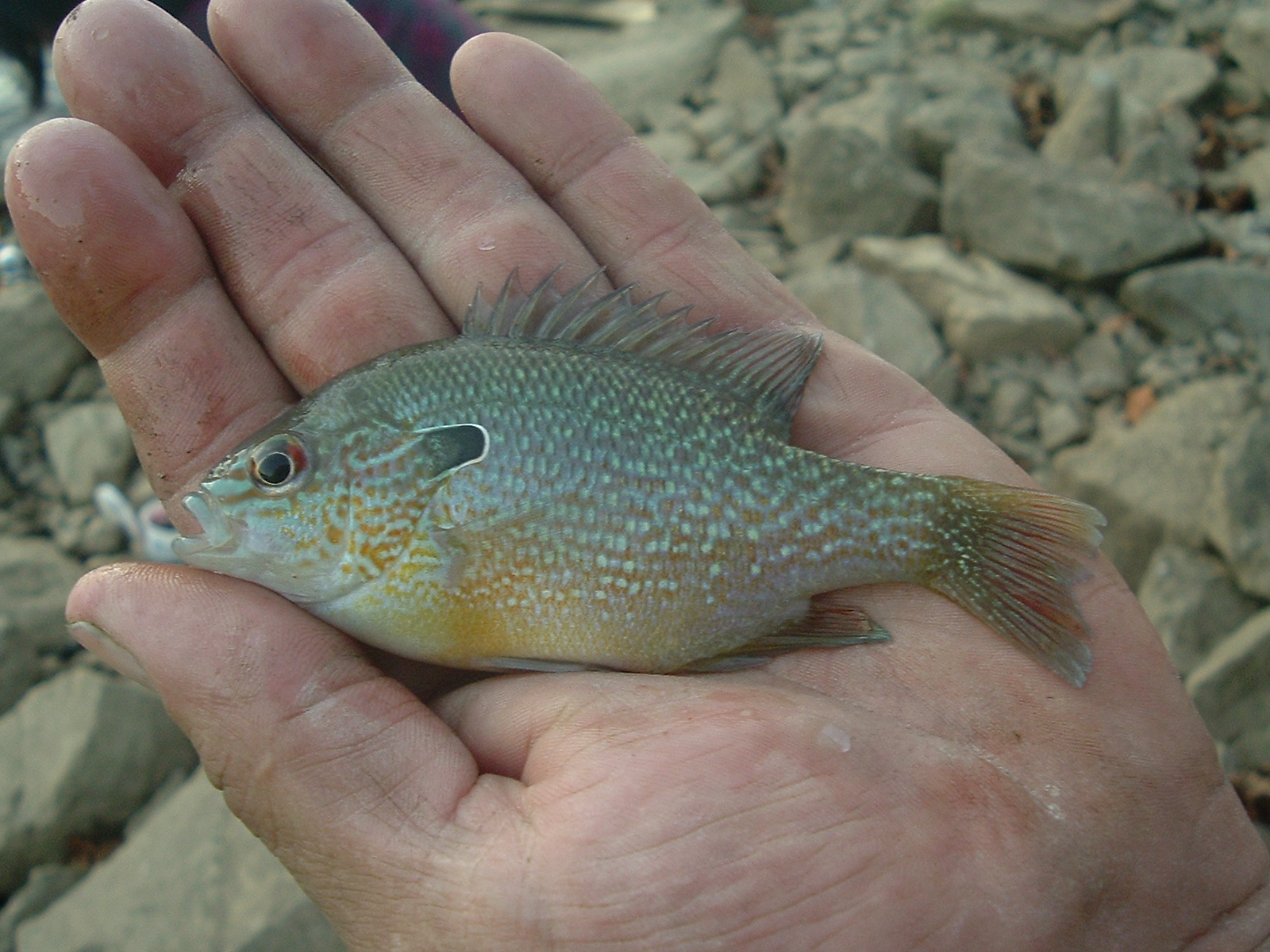
UN Lepomis megalotis jove

- Pot arribar a fer 24 cm de llargària màxima (normalment, en fa 11,5)[18] i 790 g de pes.[19] Les femelles són una mica més petites que els mascles.
- Aleta opercular allargada en forma d'una orella llarga i negra.
- La primera aleta dorsal té 10 espines i la segona entre 10-11 radis tous.
- Aleta anal amb 3 espines i 9-11 radis tous.
- Aleta caudal lleugerament bifurcada.
- Línia lateral completa.
- El color del dors varia entre l'oliva i el marró rovellat, els costats són més clars i la zona ventral va del groc al taronja-vermell. El dors i els costats presenten taques de color groc, taronja, maragda i blau. Les galtes són de color taronja amb ratlles ondulades blaves que li surten de la boca i dels ulls.
- Les aletes dorsal i anal són de color oliva, sovint amb una tonalitat ataronjada i rovellada.
- Aletes pectorals clares a lleugerament pigmentades.
- Els mascles reproductors són de color verd iridescent al dors i taronja brillant per sota. Les femelles reproductores són de colors menys brillants que els mascles.[20][21][17][22]

## Ecologia
És un peix d'aigua dolça, bentopelàgic i de clima temperat (51°N-26°N), el qual gairebé sempre habita les aigües poc fondes de petits llacs, estanys, rius de moviment lent i rierols amb vegetació densa. És intolerant a les aigües tèrboles, per la qual cosa, i al llarg del segle xx, les seues poblacions es van reduir a les àrees a on es va produir un augment en la terbolesa de l'aigua.
Menja petits invertebrats aquàtics, insectes i, de tant en tant, peixets.
A finals de la primavera o principis de l'estiu, els mascles es desplacen a aigües relativament poc fondes (de 20 a 60 cm de profunditat) per establir territoris on bastir llurs nius circulars (de 35-45 cm de diàmetre i de 3-7 cm de fondària) amb la força de llurs cues sense l'ajuda de les femelles. El substrat preferit és la grava, però, en cas contrari, també els fan a la sorra o el fang dur. Segons un estudi realitzat, el nombre total d'ous dipositats en un niu pot variar entre 137 i 2.836, mentre que el nombre de larves que desclouen amb èxit varia entre 52 i 1.132, les quals encara trigaran set dies per nedar a la superfície de l'aigua per començar a alimentar-se. En estat salvatge, els ous fan la desclosa en 3-5 dies, mentre que en un aquari poden fer-ho al cap de dos dies. El mascle vigilarà el territori del niu durant totes les fases de la reproducció i, fins i tot, en seguirà tenint cura després que les cries l'hagin abandonat.
Al Canadà és depredat per Amia calva i als pel peix gat de cap pla (Pylodictis olivaris). També és depredat per la perca americana de boca petita (Micropterus dolomieu) i per ocells de la família dels ardèids.
La seua esperança de vida és de 6 anys.
És inofensiu per als humans.